# Zuje (obwód miński)
Zuje (biał. Зуі, Zui; ros. Зуи, Zui) – wieś na Białorusi, w obwodzie mińskim, w rejonie stołpeckim, w sielsowiecie Rubieżewicze.

## Historia
W XIX i w początkach XX w. zaścianek i wieś położone w Rosji, w guberni mińskiej, w powiecie mińskim, w gminie Rubieżewicze. Należały m.in. do Radziwiłłów.
W dwudziestoleciu międzywojennym leżały w Polsce, w województwie nowogródzkim, w powiecie stołpeckim, w gminie Rubieżewicze. W 1921 miejscowość liczyła 96 mieszkańców, zamieszkałych w 16 budynkach, w tym 95 Polaków i 1 Białorusina. 91 mieszkańców było wyznania rzymskokatolickiego i 5 prawosławnego.
Po II wojnie światowej w granicach Związku Sowieckiego. Od 1991 w niepodległej Białorusi.